# تپه نعمت الهی
تپه نعمت الهی مربوط به دوره نوسنگی بدون سفال است و در شهرستان نورآباد، بخش مرکزی، روستای چراغ واقع شده و این اثر در تاریخ ۵ آذر ۱۳۸۰ با شمارهٔ ثبت ۴۲۵۹ به‌عنوان یکی از آثار ملی ایران به ثبت رسیده است.